# بوژازکوی
بوژازکوی (به لاتین: Boğazköy) یک منطقهٔ مسکونی در قبرس شمالی است که در Girne District واقع شده‌است. بوژازکوی ۱٬۹۴۳ نفر جمعیت دارد.